# Lenora (Prachatice)
Lenora é uma comuna checa localizada na região da Boêmia do Sul, distrito de Prachatice.